# Gon, der Höhlenfratz
Gon, der Höhlenfratz (jap. はじめ人間　ゴン, Hajime Ningen Gon) ist eine Anime-Fernsehserie vom Studio Pierrot über einen kleinen Steinzeitjungen. Jede Episode besteht aus drei Kurzgeschichten, aus denen der kleine Gon mal als Held und mal als Verlierer hervorgeht.

## Charaktere
- Gon ist ein kleiner Junge, der mit seiner Familie in der Steinzeit in einer Höhle lebt. Er trägt einen orangen Lendenschurz und hat einen kahlen Kopf. Er ist äußerst abenteuerslustig, wissbegierig und gibt nicht so schnell auf.
- Olly ist ein Gorilla und der beste Freund von Gon. Er kann nur kurze Sätze sprechen, die meistens mit „Olly“ beginnen. Er ist geistig etwas schwerfällig, hat aber ein gutes Herz und durch seine immense Kraft hilft er Gon aus manch heikler Situation.
- Papa ist der Vater von Gon und Familienoberhaupt der Höhlenmenschensippe. Er hat eine rote Nase, ein paar Haarstoppeln und trägt einen violetten Lendenschurz. Seine große Leidenschaft ist die Mammutjagd, bei der er sich aber oft etwas ungeschickt anstellt. Er kann es nicht leiden, wenn nur Gemüsesuppe auf den Tisch kommt.
- Mama ist Gons Mutter und die gute Seele der Familie. Sie trägt einen Leopardenfellanzug und einen Knochen im Haar. Sie ist meistens ruhig, außer wenn ihr Mann wieder mal etwas verbockt hat.
- Jane ist ein Mädchen, das in der Nähe wohnt. Sie trägt ein rosa Leopardenfellröckchen und eine blaue Blume im Haar. Jane ist herrschsüchtig, selbstverliebt, äußerst ungeduldig und schreit gerne herum. Dass Gon über beide Ohren in sie verliebt ist, nützt sie aus lässt ihn für sich arbeiten.
- Die drei Räuber versuchen sich regelmäßig am Gejagten oder an den Vorräten der Höhlenfamilie zu bereichern, was Gon schlussendlich meist vereiteln kann.
- Der Tod wird als reitendes Gerippe auf einem knöchernen Pferd dargestellt, einen langen Stock in der Hand haltend. Immer wenn jemand dem Sterben nahe ist – meistens Papa nach einem missglückten Jagdversuch – taucht er auf. Jedoch schaffen es die Sterbenden immer noch rechtzeitig, dem Tod zu entfliehen.

## Produktion und Veröffentlichung
Der Anime wurde 1996 vom Studio Pierrot unter der Regie von Yutaka Kagawa nach einer Idee von Shunji Sonoyama. Das Charakterdesign entwarf Yoshiyuki Kishi. Die Serie wurde vom 9. März 1996 bis zum 22. April 1997 durch den Sender NHK in Japan ausgestrahlt.
Die Serie wurde auf Deutsch erstmals vom 25. Januar 2002 bis zum 20. März 2002 bei Junior ausgestrahlt, später auch durch SF2. Der Anime wurde auch ins Spanische übersetzt.

### Synchronisation
| Rolle                 | Japanischer Sprecher (Seiyū) |
| --------------------- | ---------------------------- |
| Gon                   | Ikue Ōtani                   |
| Gons Vater            | Kenichi Ogata                |
| Gons Mutter           | Miyuki Ichijō                |
| Dotekin               | Chafurin                     |
| Mammut/Säbelzahntiger | Kazuhiro Ōguro               |
| Shinigami             | Kōji Ishii                   |
| Piko-chan             | Tomoko Kawakami              |

### Musik
Die Musik der Serie wurde von Yusuke Honma komponiert. Das Lied des Vorspanns ist Babibubebinbin von Dorian Sukegawa, der Abspanntitel Tanoshite Gongon stammt von Petty Booka.